# Peter Weirauch
Peter Weirauch (* 30. August 1933 in Polsnitz, Landkreis Waldenburg, Provinz Niederschlesien; † 30. Januar 2019 in Berlin) war ein deutscher Komponist.

## Werdegang

### Jugend und Studium
Mit zehn Jahren begann Peter Weirauch mit Violinunterricht. Fünf Jahre später nahm er erstmals Gitarrenunterricht bei Erich Bürger.
Von 1955 bis 1960 studierte Weirauch Musik am Städtischen Konservatorium in Berlin. Seine Studienschwerpunkte waren Gitarre, Klavier und Komposition. Im Schwerpunkt Gitarre wurde er bei dem zu der Zeit dort lehrenden Erich Bürger unterrichtet. Sein Lehrer für Klavier und Komposition war Friedrich Metzler.

### Freiberufliche Tätigkeit
Gegen Ende seines Studiums, in den Jahren 1958 bis 1961, arbeitete Peter Weirauch nebenher als Jazz-Gitarrist. Später, im Jahre 1962 machte er sich selbständig und ist seitdem als freiberuflicher Komponist tätig.
Ab 1990 war Peter Weirauch Mitglied im Deutschen Komponistenverband.

## Schaffen
In den Jahren 1966 bis 1982 schrieb Weirauch diverse Kompositionen und Bearbeitungen für verschiedene Rundfunk-Orchester und Musikverlage, Kompositionen für Solo-Gitarre, Gitarre und Orchester, Kirchenmusik und diverse Lieder (Heine Zyklus, Hölderlin Zyklus). Als Kammermusik schrieb er sechs Streichquartette, drei Holzbläserquintette und drei Blechbläserquintette, darunter für Solisten der Staatskapelle Berlin und der Komischen Oper Berlin.

### Festivalteilnahmen
- 1993 nahm Peter Weirauch am internationalen Gitarren-Festival in Lublin teil.
- 2005 nahm er gemeinsam mit der Solistin Kateřina Zlatníková am internationalen Zymbal-Festival in Peking teil.

### Auszeichnungen
- 2009 wurde Peter Weirauch mit dem Herbert Baumann Kompositionspreis ausgezeichnet.
- 2014 Internationaler Kompositionswettbewerb der Carl von Ossietzky Universität Oldenburg: Auszeichnung für die Komposition Schattenspiele für Klavier

## Werke (Auswahl)

### Jahre 1993 bis 1999
- Prelude Nr. 1 u. 2 für Orgel (Uraufführung 1993)
- Quadrophonic für 4 Schlagzeuge (Uraufführung 1993)
- Imagination für Gitarre (Uraufführung 1993 in Lublin, Solist: Iwan Tanzil)
- 5 Prelude für Gitarre ((teilweise) Uraufführung 1994)
- Holzbläserquintett Nr. 1 (1994 für die Kammervereinigung Berlin)
- Streichquartett Nr. 1 u. 3 (1994, Uraufführung 1996)
- Tronic-Suite Nr.1 (1995)
- Ballett-Suite für Gitarre und Elektronic (Uraufführung 1995 im Palais Podewils Berlin, Solist Iwan Tanzil und Tänzer der Komischen Oper Berlin. Weitere Aufführungen: Tanz-Workshop Komische Oper Berlin, 1996 in Chicago und 2003 im Bauhaus Dessau.)
- 3 Episoden für Blechbläserquintett (Uraufführung 1995 in Berlin)
- Streichquartett Nr. 2 (Uraufführung 1997)
- 7 Zyklen Performance Malerei und Musik (Uraufführung 1997 im Palais Podewils Berlin)
- Maria 2000 für Violine und Orgel (Uraufführung 1997 in Berlin)
- Spektra 2 für Violine, Cello und Klavier (Uraufführung 1997, Präsentation des Studio Neue Musik Berlin)
- Reflexion für Violine und Elektronik (Uraufführung 1998 in Berlin)
- 2 Sätze für Fagott-Quartett (1998)
- Kontraste für Blechbläserquintett (1999)

### Jahre 2000 bis 2009
- Heinelieder-Zyklus für Sopran und Gitarre (Uraufführung 2000)
- Zwei Wege für Flöte (Subkontrabassflöte), Saxophon, Gitarre und Schlagzeug (Uraufführung 2000 im BKA-Theater Berlin)
- Polychrom (aufgenommen 2001 im Studio für elektroakustische Musik der Akademie der Künste, Solist Hartmut Behrsing (Solo-Posaune))
- Hölderlin Zyklus – 7 Lieder für Sopran und Klavier (2004)
- Drei Ebenen für Altflöte, Klavier und Schlagzeug (Uraufführung 2004 im Konzerthaus Berlin Trio Nexus)
- Klangpunkte für Klarinette, Akkordeon und Cello (Uraufführung 2005 in der Klangwerkstatt Berlin)
- 5 Stücke für Akkordeon (Uraufführung 2005 in der Klangwerkstatt Berlin, Verlag: edition nova vita)
- Klang, Raum und Zeit für Zymbal und Elektronik (Uraufführung 2005 in Peking)
- Kontraste II für Ensemble (13 Spieler) (Uraufführung 2006 in der Klangwerkstatt Berlin)
- Sieben plus Sieben für Ensemble (14 Spieler) (Uraufführung 2007)
- 2 Miniaturen für Klarinette und Akkordeon (Uraufführung 2007, Verlag: edition nova vita)
- 3 Stücke für Klarinette und Gitarre (Uraufführung 2007)
- Streichquartett Nr. 5 (Uraufführung 2008 im Konzerthaus Berlin vom Iturriaga Quartett)
- Blechbläserquintett Nr. 3, Konzertreihe Musik und Kommunikation (Uraufführung 2008)
- 4 Inventionen für Klavier (2008)
- 3 Klangbilder für Klarinette und Klavier (2008)
- Concerto für Schlagzeug und Ensemble (Uraufführung 2009 in Berlin)
- Drei Sätze für 4 Klarinetten (Uraufführung 2009)
- Holzbläserquintett Nr. 3, Kammervereinigung Berlin (Uraufführung 2009 im Konzerthaus Berlin)

### Jahre 2010 bis 2015
- Fließende Strukturen für Gitarre und Elektronik (Uraufführung 2010 im BKA-Theater Berlin, Solistin Juliane Tief)
- Molto espressivo für Klarinette und Akkordeon (2010)
- Klang-Collagen für Klarinette, Akkordeon und Cello (2010)
- Einfach-Da-Sein für Gitarren-Trio (2010)
- Zwei Duette für Klarinette und Akkordeon (Uraufführung 2011 in Berlin)
- Traumlandschaft 4 Episoden für Streichquartett (für Schüler) (Uraufführung 2011 in Berlin)
- B.A.C.H Impressionen für Gitarre (Uraufführung 2011 in Berlin, Solistin Sabine Oehring)
- Leicht-Schwebend für Gitarre (Uraufführung 2011 in Berlin, Solistin Sabine Oehring)
- Capriccio für Gitarre (Uraufführung 2011 in Berlin, Solistin Sabine Oehring)
- Spektra IV für Gitarre (Uraufführung 2011 in Berlin, Solistin Sabine Oehring)
- Kraniche für Bassblockflöte und Oboe (Uraufführung 2011 in Templin)
- Koproduktion RBB und Kreuzberg-Records: 4 Skizzen für Klavier, 4 Inventionen für Klavier (2011, Solist Udo Agnesens). Am 21. Mai 2012 sendete das RBB Kulturradio die Produktion.
- Momente für Klarinette und Fagott (Uraufführung 2012 in Berlin)
- Sinfonie Nr. 2 (2013–2014)
- Zeit-Splitter für Violine, Viola und Gitarre (2014)
- Wie so ist es so für Klavier (2014)
- Schattenspiele für Klavier (2015)

### Seit 2015
- Wie Blätter im Wind für Kontrabassblockflöte, Klavier, Monochord, Percussion und Stimme (Uraufführung 2016 Neuköllner Originaltöne Berlin)
- Exkursionen für Klarinette und Akkordeon  (Uraufführung 2016 Klangwerkstatt Berlin)
- Klavier Trio für Oboe, Fagott und Klavier. Hommage à Heinrich Heine (für das Ensemble Blumina 2017)
- Rauschen für zwei Klarinetten und Elektronik  (Uraufführung 2017 Neuköllner Originaltöne Berlin)